# Franz Joseph Emil Fischer
Franz Joseph Emil Fischer (Friburgo in Brisgovia, 19 marzo 1877 – Monaco di Baviera, 1º dicembre 1947) è stato un chimico tedesco.

## Biografia
Con il supporto di Hans Tropsch ha inventato il Processo Fischer-Tropsch grazie al quale si producono combustibili sintetici (oppure olio sintetico) da iniziali miscele gassose di monossido di carbonio e idrogeno con la presenza di catalizzatore. Il loro gas d'acqua inizialmente veniva fatto passare a 200 °C.
Ha anche lavorato con Wilhelm Ostwald, nel 1913 divenne direttore dell'istituto Kaiser Wilhelm.